# Rosolino Paternò, soldato
Rosolino Paternò, soldato è un film italiano del 1970 diretto da Nanni Loy.

## Trama
Tunisia, luglio 1943. Rosolino Paternò, prigioniero italiano delle truppe statunitensi, viene ingaggiato come guida di un commando alleato da paracadutare in Sicilia, travestiti da contadini locali. Il Comandante muore durante il lancio non aprendosi il paracadute e un loro compagno viene scoperto ed ucciso. Paternò conduce i suoi compagni a destinazione per scoprire che l'artiglieria costiera, che doveva essere sabotata onde consentire uno sbarco alleato senza azioni cruente, era stata da tempo trasferita in Africa. La squadra fa saltare a ogni modo la guarnigione ma il comando alleato, non ricevendo notizie, ordinano il bombardamento a tappeto che avviene sotto gli occhi dei tre uomini sconcertati, i quali feriti, scorgono i comandanti delle due parti brindare alla pace raggiunta.

## Produzione
Cast internazionale di pari produzione di Dino De Laurentis, che include gli attori Peter Falk, Martin Landau e Jason Robards, divenuti presto popolarissimi in Italia come protagonisti di serie televisive come Colombo e Spazio 1999.

Musiche di Carlo Rustichelli e il tema ricorrente In the Mood di Glenn Miller.